# Du soleil au cœur
Albums de Céline Dion
Les Chemins de ma maison
(1983) Chants et contes de Noël
(1983)
Singles
1. D'amour ou d'amitié
Sortie : décembre 1982
2. Mon ami m'a quitté
Sortie : 1983

Du soleil au cœur est la première compilation de Céline Dion, sortie le 20 septembre 1983, il est son premier album distribué en France. Il est constitué de titres provenant des albums Tellement j'ai d'amour… (1982) et Les Chemins de ma maison (1983).

## Histoire
Le succès du single D'amour ou d'amitié ouvre à la chanteuse ses premiers plateaux télévisés importants en France. Grâce à ce titre, Céline Dion devient la première artiste canadienne à recevoir un disque d'or. À cette époque, l'or représente plus de 500 000 ventes et elle en vend plus de 700 000. Le deuxième single, Mon ami m'a quitté, ne réitère pas le même succès. La version microsillon est vendue à 50 000 exemplaires en France.
Le 4 avril 2002, l'album est réédité en CD en France avec cinq titres bonus inédits sur CD issus des albums La Voix du Bon Dieu, (1981), Mélanie et Les Oiseaux du bonheur (1984). Le 16 mai 2008, cette même version est distribuée en Suisse.

## Liste des titres
| 1.  | D'amour ou d'amitié                | Jean-Pierre Lang, Eddy Marnay, Roland Vincent     | 4:02 |
| 2.  | La do do la do                     | Marnay, Christian Gaubert                         | 3:03 |
| 3.  | Mon ami m'a quitté                 | Eddy Marnay, Christian Loigerot, Thierry Geoffroy | 3:02 |
| 4.  | Ne me plaignez pas                 | Marnay, Steve Thompson                            | 3:41 |
| 5.  | Tellement j'ai d'amour pour toi    | Hubert Giraud, Marnay                             | 2:57 |
| 6.  | Du soleil au cœur                  | Marnay, Jean-Claude Massoulier, André Popp        | 2:48 |
| 7.  | À quatre pas d'ici                 | Andrew Hill, Marnay, Peter Sinfield               | 3:54 |
| 8.  | Les Chemins de ma maison           | Alain Bernard, Patrick Lemaitre, Marnay           | 4:02 |
| 9.  | Hello, mister Sam                  | Marnay, Loigerot, Geoffroy                        | 4:17 |
| 10. | Le Vieux Monsieur de la rue Royale | Marnay, Alain Noreau                              | 4:05 |

| 1.  | D'amour ou d'amitié                | Jean-Pierre Lang, Eddy Marnay, Roland Vincent     | 3:59 |
| 2.  | La do do la do                     | Marnay, Christian Gaubert                         | 3:02 |
| 3.  | Mon ami m'a quitté                 | Eddy Marnay, Christian Loigerot, Thierry Geoffroy | 3:00 |
| 4.  | Ne me plaignez pas                 | Marnay, Steve Thompson                            | 3:46 |
| 5.  | Tellement j'ai d'amour pour toi    | Hubert Giraud, Marnay                             | 3:00 |
| 6.  | Du soleil au cœur                  | Marnay, Jean-Claude Massoulier, André Popp        | 2:42 |
| 7.  | À quatre pas d'ici                 | Andrew Hill, Marnay, Peter Sinfield               | 3:58 |
| 8.  | Les Chemins de ma maison           | Alain Bernard, Patrick Lemaitre, Marnay           | 4:20 |
| 9.  | Hello, mister Sam                  | Marnay, Loigerot, Geoffroy                        | 4:15 |
| 10. | Le Vieux Monsieur de la rue Royale | Marnay, Alain Noreau                              | 4:14 |
| 11. | Trois heures vingt                 | Marnay, Lemaitre                                  | 3:38 |
| 12. | Benjamin                           | Marnay, Pierre Papadiamandis                      | 4:37 |
| 13. | La Voix du Bon Dieu                | Marnay, Suzanne-Mia Dumont                        | 3:18 |
| 14. | Trop jeune à dix-sept ans          | Marnay, P. Greedus, B. Blue                       | 4:53 |
| 15. | Paul et Virginie                   | Marnay, Loigerot, Geoffroy                        | 3:54 |

## Classements
| Classement | Position | Certifié | Ventes |
| ---------- | -------- | -------- | ------ |
| France     |          |          | 50 000 |

## Distribution
| Pays   | Date         | Label            | Format   | Catalogue |
| ------ | ------------ | ---------------- | -------- | --------- |
| France | octobre 1983 | Pathé/EMI        | Disque   | 1652331   |
| France | octobre 1983 | Pathé/EMI        | Cassette | 1652334   |
| France | 4 avril 2002 | Sony Music Media | CD       | 5032582   |
| Suisse | 16 mai 2008  | Sony Music Media | CD       | 5032582   |